# Хари Кох
Хари Кох (на немски: Harry Koch, роден на 15 ноември 1969 в Бамберг) е бивш германски футболист и настоящ треньор по футбол.
Високият 184 см защитник преминава през 1995 г. от Фестенбергсгройт в елитния Кайзерслаутерн. За негово нещастие още през първия си сезон с червения екип Хари Кох изпада във Втора Бундеслига, но все пак печели и Купата на Германия през 1996 г. След незабавното завръщане на лаутерите в първа дивизия Кох и съотборниците му триумфират изненадващо с шампионската титла за 1998 г. До 2003 г. той изиграва общо 220 мача за Кайзерслаутерн, 187 от които в Първа Бундеслига. Роденият във Франкония играч става известен като хладнокръвен изпълнител на дузпи.
След като губи титулярното си място на Фриц-Валтер-Щадион Хари Кох продължава кариерата си в Айнтрахт Трир, където играе два сезона във Втора Бундеслига и спира с професионалния футбол през 2006 г. През същата година изиграва и бенефисния си мач на стадиона на Кайзерслаутерн, заедно с Марио Баслер. През септември 2006 г. Кох е назначен за треньор на четвъртодивизионния клуб Дьорбах.

## Клубове
- до 1994 Халщадт
- 1994–1995 Фестенбергсгройт
- 1995–2003 Кайзерслаутерн
- 2003–2006 Айнтрахт Трир